# Бейкер, Джеффри
Сэр Джеффри Хардинг Бейкер (англ. Sir Geoffrey Harding Baker; 20 июня 1912 — 8 мая 1980) — британский военачальник, фельдмаршал (1971).

## Биография
Окончил колледж Веллингтона в графстве Беркшир.

## Вторая мировая война
С 1932 года служил в Британских Вооружённых Силах. Он был зачислен в Королевскую артиллерию. Участвовал в Второй мировой войне с 1940 года. В 1940—1941 годах принимал участие в сражениях Восточно-Африканской кампании против итальянских войск. Был ранен, награждён орденом. Далее сражался в Североафриканской кампании против итало-германских войск.
В 1943 году назначен командиром 127 пехотного полка и во главе его участвовал в Сицилийской десантной операции. Там был вторично ранен.

## Служба на офицерских должностях
После окончания войны с 1945 года служил в британских войсках. С 1951 года — командир 3-го Королевского конно-артиллерийского полка, затем в аппарате Военного министерства. В 1955 году назначен Директором операция, а позднее — начальником штаба Командования британский войск на Кипре. В это время группировка британских войск на острове была значительна усилена в связи с началом вооружённой борьбы. Планировал и руководил осуществлением операций против повстанцев.

## Служба на генеральских должностях
С 1961 года — начальник штаба Верховного Главнокомандующего Объединёнными Вооружёнными Силами НАТО в Европе. С 1963 года — первый заместитель начальника Генерального Штаба Великобритании. С 1966 года — Главнокомандующий Южным командованием Вооружённых Сил Великобритании, генерал. С 1968 года — начальник Генерального Штаба Великобритании. В этой должности возглавлял планирование действий британских войск в ходе конфликта в Северной Ирландии, который значительно обострился в те годы.
С 1 марта 1968 года по 6 марта 1971 года — командующий Королевской военной полицией. 
В 1971 году уволен в отставку, одновременно с увольнением произведён в фельдмаршалы.

## После военной службы
С 1975 по 1980 годы занимал пост констебля лондонского Тауэра, а также другие многочисленные почётные должности.

## Награды
- Рыцарь Большого креста ордена Бани (GCB)
- Кавалер ордена Святых Михаила и Георгия (CMG)
- Командор ордена Британской империи (СВЕ)
- Военный крест (МС, 1943)